# كدمة بن لعور

تعديل مصدري - تعديل

كدمة بن لعور هي إحدى قرى عزلة جعار بمديرية خنفر التابعة لمحافظة أبين، بلغ تعداد سكانها 369 نسمة حسب تعداد اليمن لعام 2004.